# Klokočka (národní přírodní památka)
Národní přírodní památka Klokočka byla vyhlášena 14. ledna 1956. Území se nachází ve Středočeském kraji, v okrese Mladá Boleslav, mezi Bělskými papírnami a osadou Velký Rečkov, na katastrálních územích Bělá pod Bezdězem a Malá Bělá.
Území je součástí evropsky významné lokality Natura 2000 Niva Bělé u Klokočky, jež zabírá výrazně větší plochu (11,2 ha).
Název přírodní památky je odvozen od místního polesí, jehož název zase vychází z 1,5 km vzdálené samoty a obory Klokočka.

## Důvod ochrany
Důvodem ochrany je slatinná louka a mokřadní olšina tvořící biotop vzácných a ohrožených druhů rostlin a živočichů včetně populací popelivky sibiřské a vrkoče bažinného.

## Popis lokality

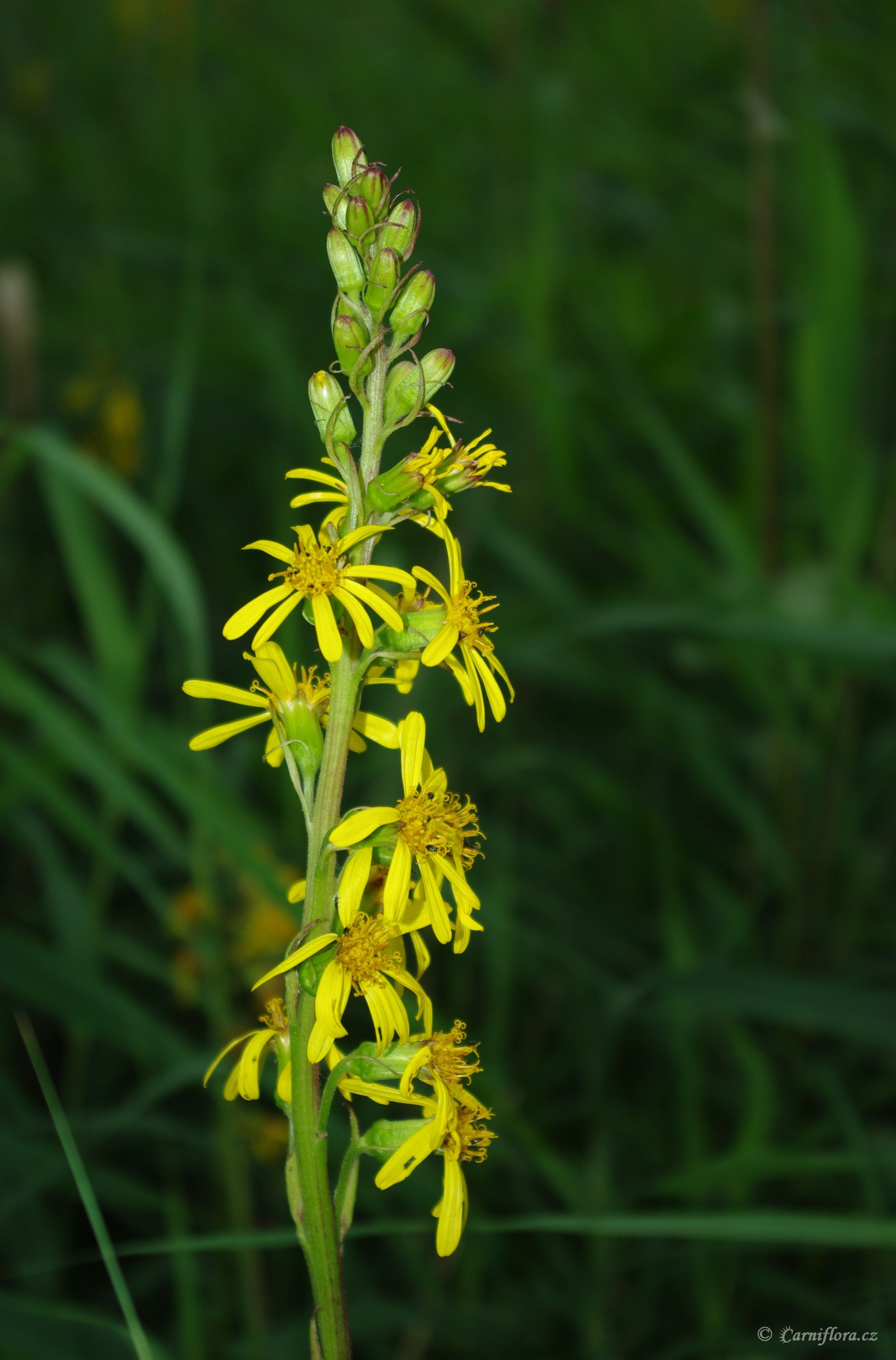
Popelivka sibiřská

Převážná část území se nachází v údolní nivě přirozeně meandrujícího úseku říčky Bělé, která je členěna náspem železniční tratě Bakov nad Jizerou – Jedlová. Nadmořská výška se pohybuje kolem 222 m. Geologické podloží je tvořeno křídovými vápnitými pískovci jizerského souvrství, na nichž se vyvinuly zvodnělé nivní sedimenty s převahou písčité složky. Téměř celé území, s výjimkou okrajových částí, je mozaika mokřadních biotopů – olšin, rákosin, ostřicových porostů a slatinné vegetace. Vlivem někdejšího dlouhodobého znečišťování Bělé nedalekými papírnami se zde uplatňují i ruderální druhy. Po instalaci čističky v papírnách je však již delší dobu voda naprosto nezávadná. Nejvýznamnější rostlinou je zde popelivka sibiřská (Ligularia sibirica) - Klokočka je jedna ze čtyř lokalit popelivky v Česku, vyskytuje se jak na slatinném bezlesí, tak i v rozvolněné olšině či lemových společenstvech. Cenná část území je též slatinná louka s výskytem různých druhů orchidejí či jiných vzácných rostlin, např. kozlík lékařský (Valeriana officinalis), zvonečník hlavatý (Phyteuma orbiculare), kapradiník bažinný (Thelypteris palustris). Na Klokočce se vyskytuje silná populace drobného měkkýše vrkoče bažinného (Vertigo moulinsiana), řadící se společně s popelivkou mezi glaciální relikty, a další plži. Z ptáků se zde vyskytuje cvrčilka říční (Locustella fluviatilis) či linduška lesní (Anthus trivialis).